# Canal de Manosque
Le canal de Manosque est un ouvrage servant à l'irrigation, long de 57 km, auxquels s'ajoutent 175 km de canaux secondaires et tertiaires, dans le département des Alpes-de-Haute-Provence. L'Association Syndicale du Canal de Manosque (ASCM), établissement public local, a pour mission d'exploiter, d'entretenir et de moderniser cet ouvrage.

## Géographie
Le réseau de canaux du canal de Manosque couvre une zone de 2650 hectares irrigables situés en rive droite de la Durance. La prise d’eau du canal maître se trouve au barrage de l'Escale à Château-Arnoux (à 432 m d'altitude) et son exutoire sur la commune de Corbières-en-Provence, parcourant ainsi 13 communes.

## Le canal en chiffres
- Communes traversées : 13
- Nombre d'adhérents : 4472
- Périmètre dominé par le canal : environ 2650 ha
- Longueur du canal principal : 53 km
- Longueur du réseau secondaire : 179 km
- Ponts : 197
- Galeries : 33
- Siphons :22
- Aqueducs : 73
- Plus de 1000 petits ouvrages d'art de type regard ou puisard sur le réseau secondaire

## Histoire
- La loi du 7 juillet 1881 a déclaré d'utilité publique la construction du canal de Manosque
- L'acquisition des terrains et les travaux ont été exécutés par l'État entre 1881 et 1926
- L'Association Syndicale du Canal de Manosque, chargée de l'administration, de l'exploitation, de l'entretien, des travaux et de la perception des taxes, a été créée par le décret du 8 décembre 1892
- Le canal de Manosque a été remis définitivement à l'ASCM en 1926
- En 1977, l'entretien et l'exploitation du canal de Manosque sont remis en affermage à la Société du Canal de Provence
- En 2004, lancement de l'élaboration d'un Contrat de Canal
- En 2009, signature par 39 partenaires du Contrat de Canal du Canal de Manosque
- En 2010, reprise en régie de la gestion des adhérents et du recouvrement des redevances